# Vincenzo Racchetti
Vincenzo Racchetti (Crema, 17 maggio 1777 – Crema, 9 aprile 1819) è stato un medico, giurista e letterato italiano.

## Biografia
Vincenzo Racchetti nacque a Crema nel 1777 dal farmacista Andrea Racchetti e da Isabella Bellocchio. Si laureò nel 1798 in giurisprudenza a Pavia e l'anno successivo in medicina a Padova. Nel 1802 si trasferì a Milano dove fu impiegato nell'Uffizio di Sanità Militare presso il Ministero della Guerra. Nel 1807 assunse il ruolo di medico primario all'Ospedale Maggiore di Crema e nel 1810 quello di professore di Patologia e Medicina Legale nell'Università di Pavia. I lunghi studi aggravarono le sue condizioni di salute, già precaria a causa della sua gracile costituzione e, dopo una lunga malattia, morì nel 1819 all'età di 42 anni. In sua memoria in una sala dell'Ospedale Maggiore venne posta una lapide con iscrizione latina riguardante i suoi meriti e le professioni svolte in vita.
Vincenzo Racchetti condusse nel corso della sua vita vari studi acquisendo una vasta cultura sia in letteratura greca e latina, sia in medicina e in altri ambiti scientifici. Questo gli permise di comporre opere in cui affrontò diversi argomenti relativi a queste scienze, accoppiando alla severità dello scienziato la cultura e l'eleganza del letterato. Fra i suoi manoscritti si sono ritrovati inoltre vari componimenti poetici e una traduzione disinvolta dei Dialoghi di Luciano.

## Opere

### Opere a stampa
- Teoria della prosperità fisica delle Nazioni ne' rapporti di economia pubblica ossia esposizione dei principi politici, che servono di base a tutta l'opera, Volume 1 parte 1 e parte 2, Milano 1802
- Trattato della milizia dei greci antichi, Milano 1809
- Delle strutture, delle funzioni, delle malattie della midolla spinale, Milano 1816
- Lucianus: per le faustissime nozze...di Faustino Vimercati San Severino Tadini colla...Fanny...Di Porcia. Alcuni dialoghi di Luciano Samotatense, traduzione inedita di Vincenzo Racchetti, Crema, 1934
- Anacreontiche, Crema, 1862

### Manoscritti
- Aforismi d'Ippocate (raccolte tradotte)
- Aristodemo: tragedia (1803)
- Lettere del conte di Comminigio a sua madre
- L'amico del matrimonio
- Palinodia
- Le ceneri
- Desiata versione

#### Sonetti
- In morte di mia figlia Carolina
- In morte di mio figlio Guglielmo
- In morte di mio figlio Luigi
- In felice amor giovanile

### Opere non rinvenute
- Un trattato di medicina pratica
- Un trattato sull'emorragie
- Diversi discorsi accademici in latino e in italiano
- Lezioni di medicina legale
- Dirce

## Citazioni su Vincenzo Racchetti
- "Io dicevo nel mio manoscritto che V. Racchetti assisteva gli ammalati con quella affermazione ed ingenuità, che suona essere propria dell'uomo dabbene, e maneggiava la medicina come ella deve essere maneggiata." (Memoria intorno alla vita ed alle opere di Vincenzo Racchetti,  D.G. Borsa)
- "Statura mediocre, gracile muscolatura, sottile il corpo, volto ameno, rubicondo e composto in aria piuttosto seria e pesante, occhio vivacissimo, fibra sensibilissima, assai irritabile, immaginazione fervida, memoria pronta e tenace, sodo criterio, intelletto robusto, animo benevolo facile all'ira e al perdono, ilare fra gli amici, probo, giusto, religioso, nimico della adulazione e dei raggiri, inaccessibile a basse passioni [...] uomo di altissimo intelletto, di vastissima dottrina e di animo fornito di ogni nobile senso... felice cultore delle muse, letterato esimio, profondo filosofo e giureconsulto..." (Descrizione tramandata da Corneliani, un suo allievo)